# L’uomo che disegnò Dio
L’uomo che disegnò Dio (übersetzt: Der Mann, der Gott gezeichnet hat) ist ein im Jahr 2022 veröffentlichter Dramafilm des italienischen Regisseurs Franco Nero, der in dem Film auch die Hauptrolle spielt.
Die Filmbiografie basiert auf der Geschichte eines angeblich blinden italienischen Malers, der in den 1950er Jahren Porträts von Personen malte und sich dabei durch ihre Stimmen leiten ließ.

## Produktion und Veröffentlichung
Die Dreharbeiten fanden vom 28. Mai 2021 bis zum 3. Juli 2021 in Turin statt.
Der Film wurde am 21. November 2022 in Russland per Video-on-Demand veröffentlicht. Seine italienische Premiere hatte der Film am 5. Dezember 2022 beim Torino Film Festival.